# Rabenstein an der Pielach
Rabenstein ist eine Marktgemeinde mit 2488 Einwohnern (Stand 1. Jänner 2025) im Bezirk St. Pölten in Niederösterreich, südlich von Sankt Pölten.

## Geografie
Rabenstein an der Pielach liegt inmitten des Pielachtales im Mostviertel in Niederösterreich. Die Marktgemeinde erstreckt sich in einer Seehöhe von 332 Meter (Pielach an der nördlichen Gemeindegrenze) bis zur höchsten Erhebung, dem Geisbühel, mit 849 Metern. Etwas östlich des Gipfels steht die Josef-Franz Hütte.
Die Fläche beträgt 36,23 Quadratkilometer. Davon sind 48 Prozent landwirtschaftliche Nutzfläche und 46 Prozent bewaldet.

### Gemeindegliederung
Das Gemeindegebiet umfasst folgende acht Ortsteile (in Klammern Einwohnerzahl Stand 1. Jänner 2025):
- Deutschbach (176) samt Deutschbach-Siedlung und Deutschbachmühle
- Dorf-Au (674) samt Dorf-Au/Häusergruppe
- Königsbach (138)
- Markt (817)
- Röhrenbach (34) samt Mitter-Röhrenbach, Ober-Röhrenbach und Vorder-Röhrenbach
- Steinklamm (199)
- Tradigist (358) samt Christental Roggenstatt und Tradigist-Siedlung
- Warth (92) samt Hundsdorf und Steiner

Die Gemeinde umfasst nur die Katastralgemeinde Rabenstein. Es gibt keine gesonderten Katastralgemeinden, sondern lediglich Ortsteile.

### Nachbargemeinden
| Kilb (Bezirk Melk) | Hofstetten-Grünau                                 |                              |
|                    | Kompassrose, die auf Nachbargemeinden zeigt       | Eschenau (Bezirk Lilienfeld) |
|                    | Kirchberg an der Pielach (Bezirk St. Pölten-Land) |                              |

## Geschichte

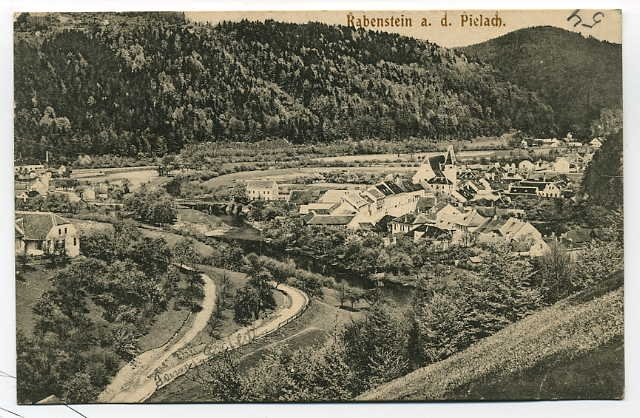
Rabenstein an der Pielach um 1906

Erstmals urkundlich erwähnt wurde Rabenstein im Jahr 1136 im Zusammenhang mit Wilhelm von Ramingstein, der dem Geschlecht der Babenberger angehörte. Der unterhalb der Burg angelegte Ort spielte als Herrschaftssitz eine wichtige Rolle in der Besiedelung des Pielachtals im 12. Jahrhundert.
Bereits 1280 scheint Rabenstein erstmals als „Markt“ auf und ist damit der älteste Ort im Pielachtal.
1683, als die Türken einbrachen, wurde die Burg Rabenstein einen Monat hindurch belagert, doch konnte sie nicht eingenommen werden.

### Bevölkerungsentwicklung
| Rabenstein an der Pielach: Einwohnerzahlen von 1869 bis 2025 | Rabenstein an der Pielach: Einwohnerzahlen von 1869 bis 2025 | Rabenstein an der Pielach: Einwohnerzahlen von 1869 bis 2025 | Rabenstein an der Pielach: Einwohnerzahlen von 1869 bis 2025 | Rabenstein an der Pielach: Einwohnerzahlen von 1869 bis 2025 |
| ------------------------------------------------------------ | ------------------------------------------------------------ | ------------------------------------------------------------ | ------------------------------------------------------------ | ------------------------------------------------------------ |
| Jahr                                                         |                                                              |                                                              |                                                              | Einwohner                                                    |
| 1869                                                         | 1869                                                         |                                                              | 1.359                                                        | 1.359                                                        |
| 1880                                                         | 1880                                                         |                                                              | 1.460                                                        | 1.460                                                        |
| 1890                                                         | 1890                                                         |                                                              | 1.477                                                        | 1.477                                                        |
| 1900                                                         | 1900                                                         |                                                              | 1.653                                                        | 1.653                                                        |
| 1910                                                         | 1910                                                         |                                                              | 1.976                                                        | 1.976                                                        |
| 1923                                                         | 1923                                                         |                                                              | 2.098                                                        | 2.098                                                        |
| 1934                                                         | 1934                                                         |                                                              | 2.053                                                        | 2.053                                                        |
| 1939                                                         | 1939                                                         |                                                              | 2.159                                                        | 2.159                                                        |
| 1951                                                         | 1951                                                         |                                                              | 2.177                                                        | 2.177                                                        |
| 1961                                                         | 1961                                                         |                                                              | 2.193                                                        | 2.193                                                        |
| 1971                                                         | 1971                                                         |                                                              | 2.199                                                        | 2.199                                                        |
| 1981                                                         | 1981                                                         |                                                              | 2.255                                                        | 2.255                                                        |
| 1991                                                         | 1991                                                         |                                                              | 2.367                                                        | 2.367                                                        |
| 2001                                                         | 2001                                                         |                                                              | 2.412                                                        | 2.412                                                        |
| 2011                                                         | 2011                                                         |                                                              | 2.403                                                        | 2.403                                                        |
| 2021                                                         | 2021                                                         |                                                              | 2.507                                                        | 2.507                                                        |
| 2025                                                         | 2025                                                         |                                                              | 2.488                                                        | 2.488                                                        |
| Quelle(n): Statistik Austria, Gebietsstand 1.1.2021          |                                                              |                                                              |                                                              |                                                              |

## Kultur und Sehenswürdigkeiten

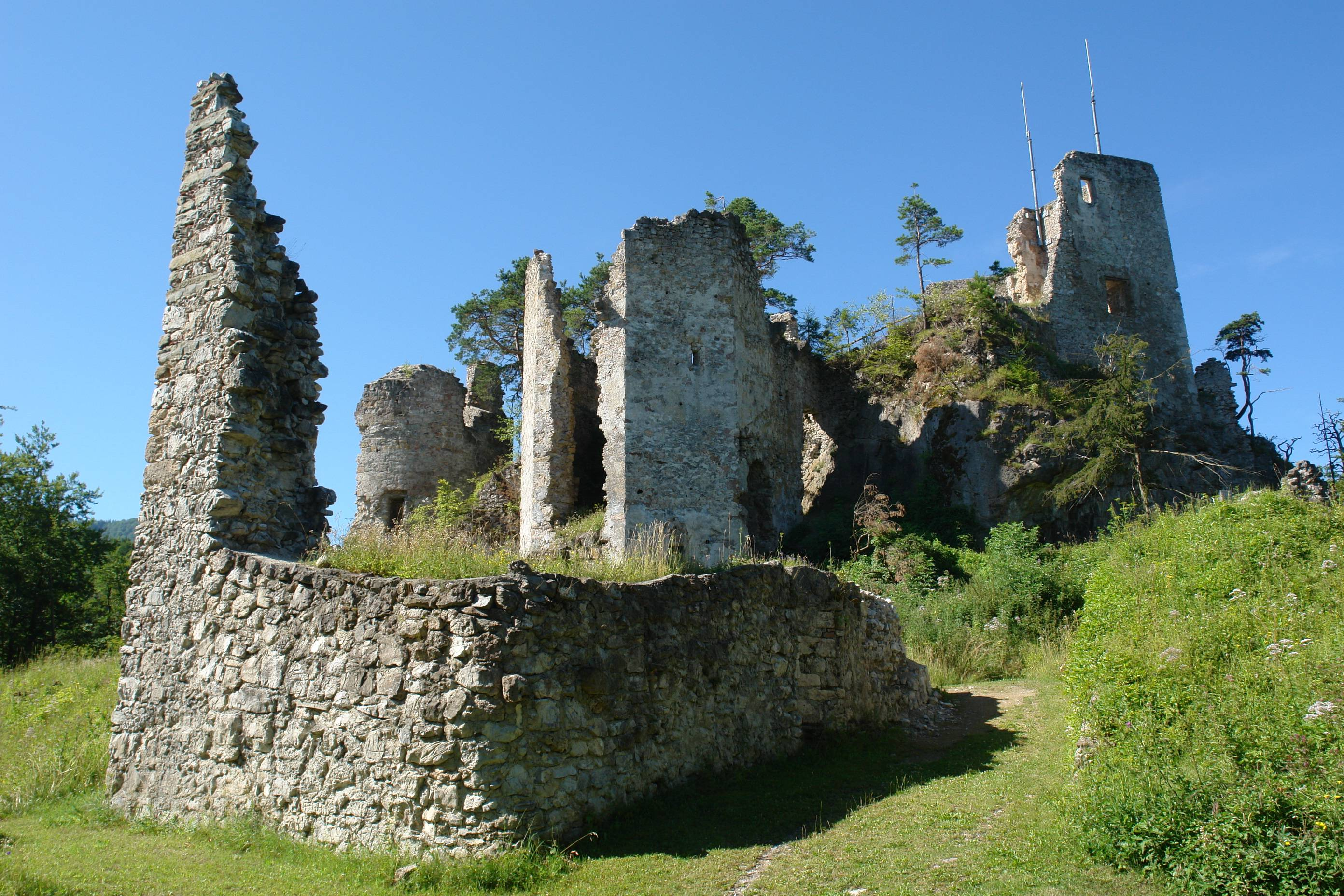
Ruine Rabenstein

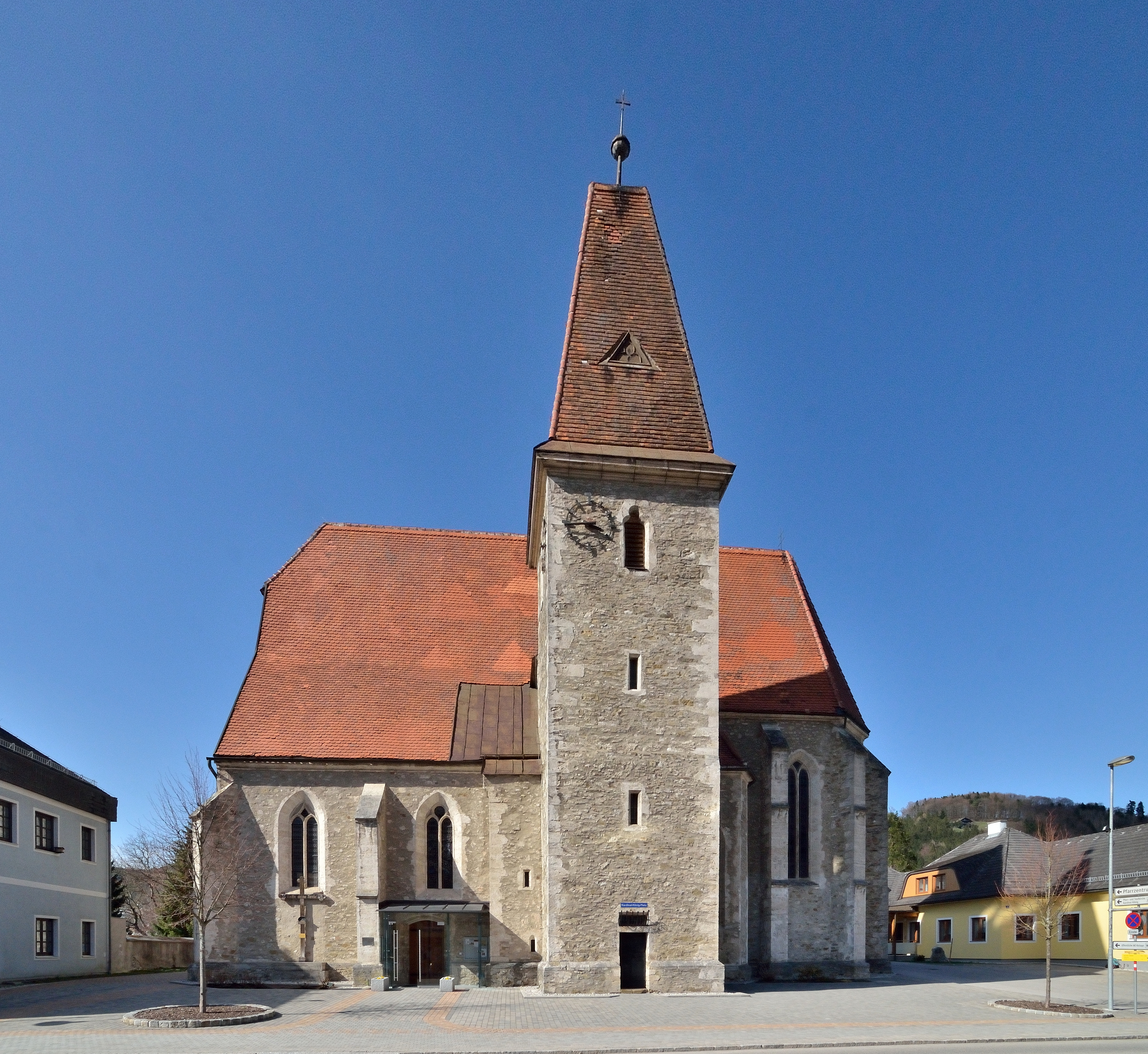
Pfarrkirche Rabenstein an der Pielach

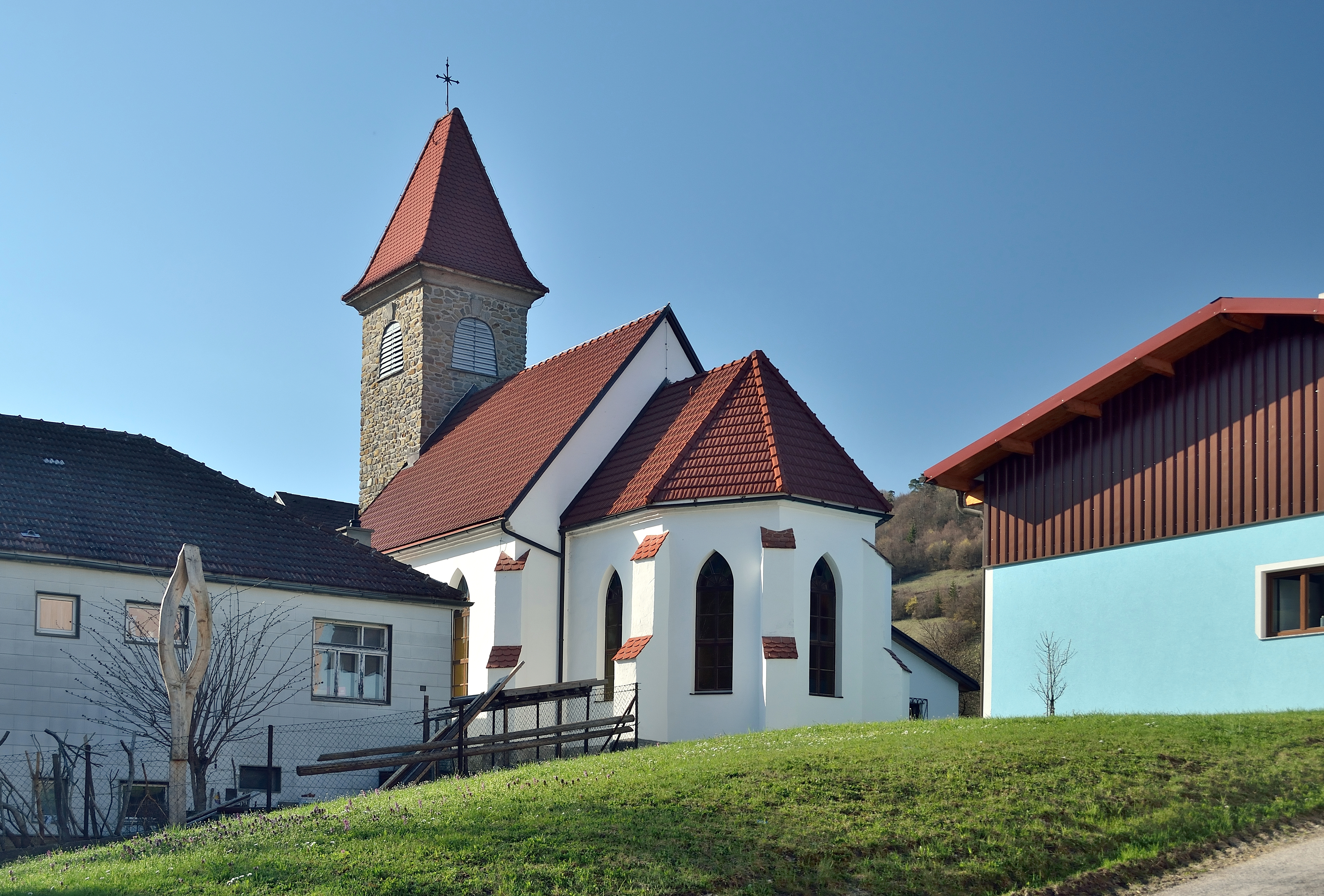
Mariahilfkapelle Tradigist

- Bärntallacke: Zwei mächtige uralte Linden – eine davon mit acht Meter Umfang – bilden gemeinsam mit der Lacke dieses am Pielachtaler Rundwanderweg 652 situierte Naturdenkmal am sogenannten „Weg der ewigen Tränen“ zwischen Geiseben und Kaiserkogel
- Burgruine Rabenstein, im ersten Viertel des 12. Jahrhunderts auf einem bewaldeten Felsen in der Pielachschleife von einem Wichard von Rabenstein, der sich von Hohenstauf nannte, erbaut. Nach dem Erlöschen seines Geschlechts im Namensträgerstamm kam die dazugehörige Grundherrschaft teils an die Landesfürsten, teils an die Adelsfamilien der Landenberger; Maissauer; Scheck von Wald; die Seisenegger; Hohenberger u. a. und wurde von den Sinzendorfern mit der Grundherrschaft und Schloss Fridau vereinigt. Im 17. Jahrhundert verfiel die Burg zur Ruine. Auf einem Votivbild in der Rabensteiner Pfarrkirche hat sich eine Abbildung aus dieser Zeit erhalten.[5]
- Geisbühel (849 m) mit Josef-Franz-Hütte (841 m)
  - NAT-URwald am südwestlichen Rücken des Geisbühels
  - Spitzmauer: Felsen am Geisbühel als Aussichtspunkt auf das obere Pielachtal und Ötscher sowie Schneeberg
- Katholische Pfarrkirche Rabenstein an der Pielach hl. Laurentius: spätgotische, dreischiffige Staffelkirche, in der Kardinal Franz König am 5. August 1905 getauft wurde
- Katholische Mariahilfkapelle Tradigist
- Pielachtalbad
- Rabensteiner Gemeinde- und Kulturzentrum (GuK)
- Westerndorf am „Greenhorn Hill“
- 3K-Galerie „die Fabrik“
- Andreaskirche, ein Gotteshaus (ohne Turm und Dorf) auf einer Anhöhe zwischen Rabenstein und Kirchberg in der Gemeinde Kirchberg.

### Regelmäßige Veranstaltungen

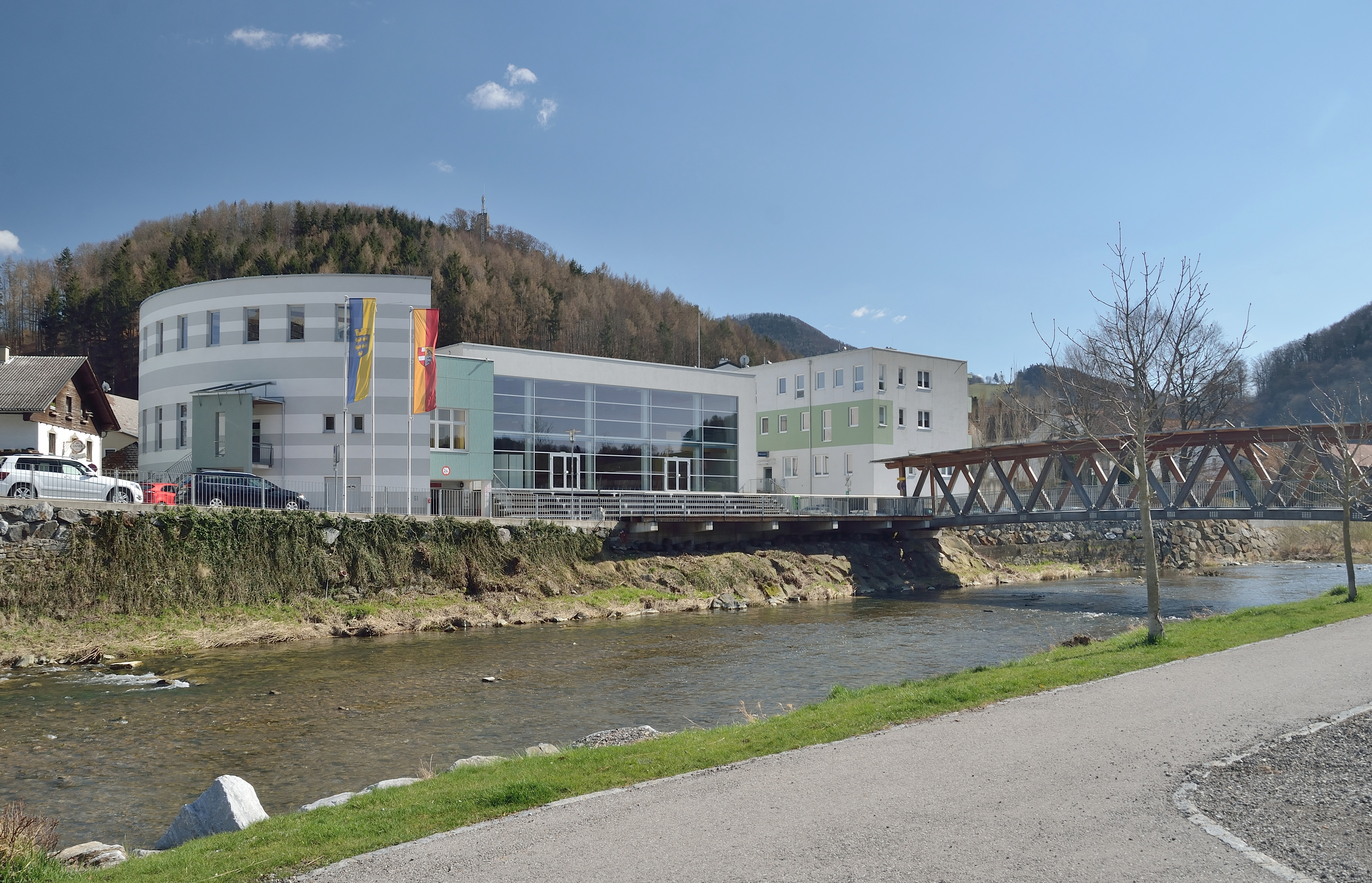
Gemeinde- und Kulturzentrum

- Neujahrsempfang des Bürgermeisters
- Jungbürgerfeier
- Rabensteiner Kultur-Frühling
- Nationale und internationale Turniere vom Ravenstone Beachvolleyball-Club
- Kardinal König-Gespräch (letzter Samstag im August)
- Rabensteiner Kultur-Herbst
- Stelzenschießen der Rabensteiner Schützengilde, jährlich im November
- Rabensteiner Advent

## Wirtschaft und Infrastruktur
Nichtlandwirtschaftliche Arbeitsstätten gab es im Jahr 2001 99, land- und forstwirtschaftliche Betriebe nach der Erhebung 1999 89. Die Zahl der Erwerbstätigen am Wohnort betrug nach der Volkszählung 2001 1.063. Die Erwerbsquote lag 2001 bei 45,02 Prozent.

### Öffentliche Einrichtungen
In der Gemeinde gibt es zwei Kindergärten, zwei Volksschulen und eine Mittelschule.

### Verkehr

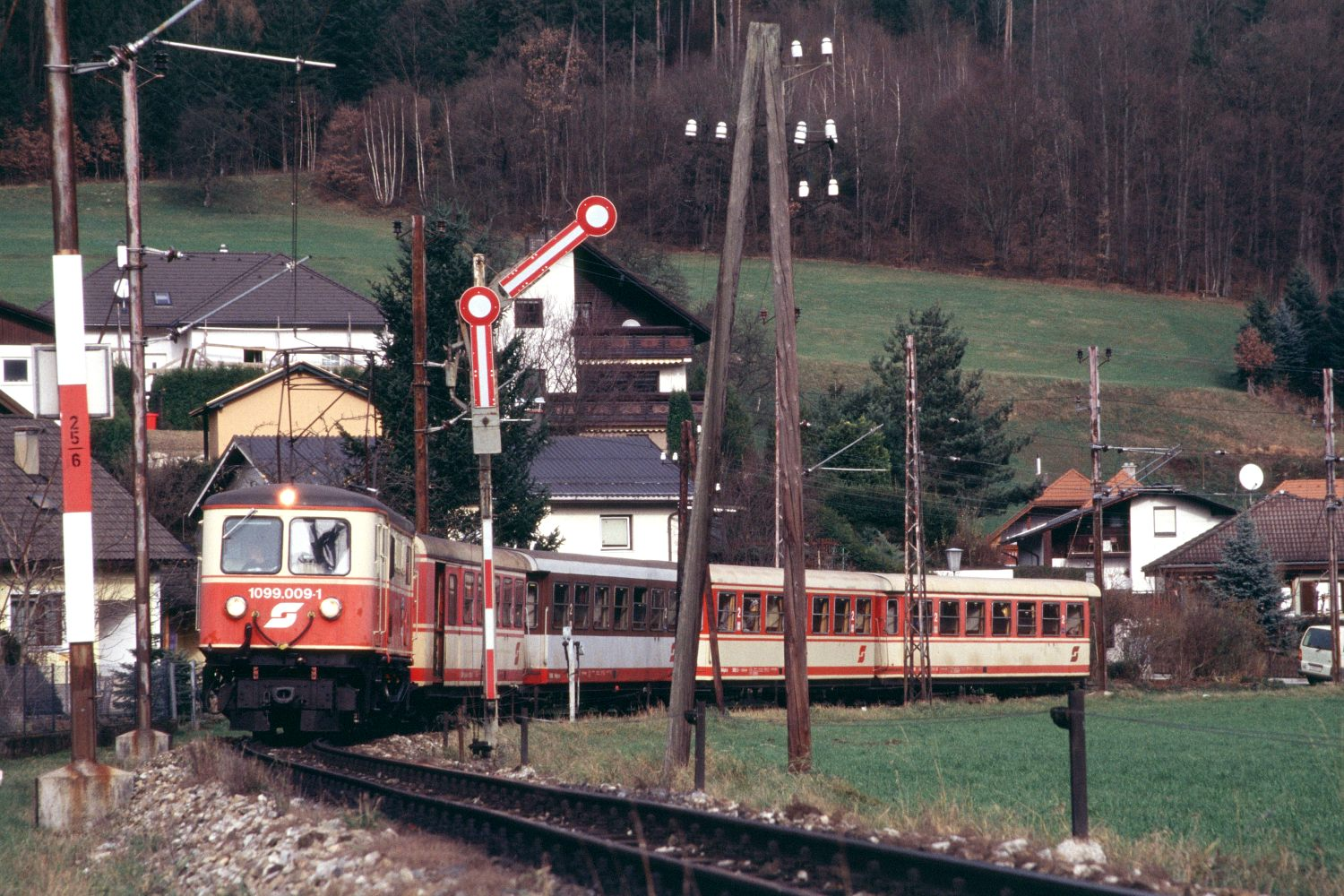
Mariazellerbahn

- Bahn: Rabenstein liegt an der Mariazellerbahn. Es gibt einen barrierefreien Mittelbahnsteig mit transparentem Wartehäuschen. Im Bahnhofsgebäude befindet sich eine Tierarztpraxis und ein öffentliches WC. Ausgangspunkt der Mariazellerbahn ist St. Pölten, von hier führt die Strecke in das Pielachtal. In Laubenbachmühle beginnt die Bergstrecke. Endpunkt der Bahn ist der weltberühmte Wallfahrtsort Mariazell.
- Straße: Rabenstein liegt an der Bundesstraße 39, die Rabenstein mit St. Pölten und Mariazell verbindet.

## Politik

### Gemeinderat
Der Gemeinderat der Klimabündnis- und FAIRTRADE-Marktgemeinde besteht aus 21 Mandataren.
- Nach der Gemeinderatswahl 2010 hatte er folgende Verteilung: RVP 13, SPÖ 7, Liste FPÖ 1.[9]
- Nach der Gemeinderatswahl 2015 hatte er folgende Verteilung: Liste ÖVP 15, SPÖ 5, FPÖ 1.[10]
- Nach der Gemeinderatswahl 2020 hat er folgende Verteilung: ÖVP 16, SPÖ 5.[11]

### Bürgermeister
Bürgermeister seit 1867 waren:
- 1867–1870 Johann Voglhuber
- 1873–1876 Franz Wurm
- 1893–1923 Alois Pallwein
- 1932–1934 Hans Neuburg
- 1934–1938 Johann Kaiser
- 1938–1945 Hans Neuburg
- 1948–1950 Johann Kaiser
- 1950–1965 Rudolf Egger
- 1965–1975 Johann Nurscher
- 1975–1987 Michael Pirgmayer
- 1987–2000 Karl Egger
- seit 2000 Kurt Wittmann

Bürgermeister der Marktgemeinde ist seit dem Jahr 2000 Kurt Wittmann, Hubert Gansch ist Vize-Bürgermeister und Marion Reisenhofer ist Amtsleiterin.

### Wappen
Obwohl Rabenstein der älteste Markt im Pielachtal ist, wurde erst 1983 das Recht zur Führung eines Marktwappens verliehen.
Der Markt war anfangs unter der Führung des Geschlechts der Ramingsteins, sodass es nicht erforderlich war, die Rechte des Marktes privilegienmäßig zu untermauern. Somit hatte der Markt bis 1848 weder Siegel noch Wappen. Erst nach der Konstituierung der freien Marktgemeinde Rabenstein im Jahre 1854 wurde von der Gemeindeführung „ein auf einem Felsen sitzender Rabe“ ins Siegel aufgenommen.

### Städtepartnerschaft
- Partnergemeinde ist seit 1999 der gleichnamige Ortsteil der Stadt Chemnitz in Deutschland.[15]

## Persönlichkeiten
- Wilhelm Ritter von Wymetal (1863–1937), Schauspieler und Regisseur, in Rabenstein geboren
- Kardinal Franz König (1905–2004), im Rabensteiner Ortsteil Warth geboren
- Ulrich Reinthaller (* 1964), Schauspieler, der in Rabenstein lebt
- Christa Schnabl (* 1964), Theologin
- Willi Stiowicek (* 1956), Politiker und Gemeinderat in Rabenstein an der Pielach
- Alexander Schmirl (* 1989), National und International erfolgreicher Sportschütze